# Бердніков Роман Борисович
Роман Борисович Бердніков (нар. 31 серпня 1974 р., Камень-на-Обі, Алтайський край, РСФСР) — російський воєначальник, генерал-лейтенант, командувач 29-ї загальновійськової армії Східного військового округу (з 13 листопада 2018 року). Командувач Східним військовим округом (з 28 вересня 2022 року).

## Біографія
Народився 1974 року в місті Камінь-на-Обі Алтайського краю. З 1981 по 1989 навчався у міській школі № 4. У 1989 році вступив до Київського Суворовського військового училища, яке закінчив у 1991 році. У 1991 році вступив до Московського вищого загальновійськового командного училища ім. Верховної Ради РРФСР яке закінчив 1995 року. Учасник Параду на Червоній площі 9 травня 1995. Будучи курсантом одружився 1993.
Військову службу лейтенант Бердніков розпочав у 1995 році з посади командира мотострілецького взводу у Сибірському військовому окрузі. Дійшов до посади начальника штабу мотострілецького полку.
У 2003—2005 роках — слухач Загальновійськової академії ЗС РФ.
У лютому 2012 — серпні 2014 року — командир 59-ї окремої мотострілецької бригади 5-ї загальновійськової армії Східного військового округу (с. Сергіївка, Приморський край).
Указом Президента РФ № 414 від 11.06.2014 надано військове звання «генерал-майор».
У 2014—2016 роках — слухач Військової академії Генерального штабу Збройних сил РФ.
У 2016—2018 роках — начальник штабу — перший заступник командувача 2-ї гвардійської загальновійськової армії Центрального військового округу. У 2017 році тимчасово виконував обов'язки командувача 2-ї гвардійської загальновійськової армії Центрального військового округу за посадою.
У листопаді 2018 року призначений командувачем 29-ї загальновійськової армії Східного військового округу. 4 березня 2019 року йому було вручено військовий штандарт командувача, церемонія пройшла в Будинку офіцерів Забайкальського краю.
За даними джерела за 2019 рік командувач 29-ї загальновійськової армії генерал-майор Роман Бердников, задекларував дохід 3674904,53 рублів. 2018 року заробив 2,7 млн руб. — таким чином, його дохід зріс на близько мільйон рублів.
Указом Президента РФ № 769 від 10 грудня 2020 присвоєно військове звання генерал-лейтенант.
З жовтня 2021 — командувач Угрупуванням військ Збройних сил РФ в Сирії. З жовтня 2022 року є командувачем Західного військового округу РФ, на цій посаді він замінив Олександра Журавльова.

## Нагороди
- Орден «За заслуги перед Вітчизною» 4 ступеня з мечами
- Орден Олександра Невського
- Орден «За військові заслуги»
- Медаль Суворова
- Ювілейна медаль «50 років Перемоги у ВВВ»
- Медаль «За військову доблесть» 1-го ступеня
- Медаль «За зміцнення бойової співдружності»
- Медаль «За відзнаку у військовій службі» І, ІІ та ІІІ ступенів (20 років)
- Медаль «За участь у військовому параді на День Перемоги»
- Медаль «100 років Військово-повітряним силам»